# Paradrillia
Paradrillia là một chi ốc biển, là động vật thân mềm chân bụng sống ở biển trong họ Turridae.

## Các loài
Các loài thuộc chi Paradrillia bao gồm:
- Paradrillia agalma (Smith E. A., 1906)[2]
- Paradrillia alluaudi (Dautzenberg, 1932)[3]
- Paradrillia consimilis (Smith E. A., 1879)[4]
- Paradrillia darnleyensis Shuto, 1983[5]
- Paradrillia felix (Kuroda, Habe & Oyama, 1971)[6]
- Paradrillia gemmata Shuto, 1983[7]
- Paradrillia inconstans (Smith E. A., 1875)[8]
- Paradrillia lithoria (Melvill & Standen, 1903)[9]
- Paradrillia melvilli Powell, 1969[10]
- Paradrillia patruelis (Smith E. A., 1875)[11]
- Paradrillia sagamiana Okutani, 1964[12]